# Rambergweg 4–6, 8, 10, 12 (Quedlinburg)

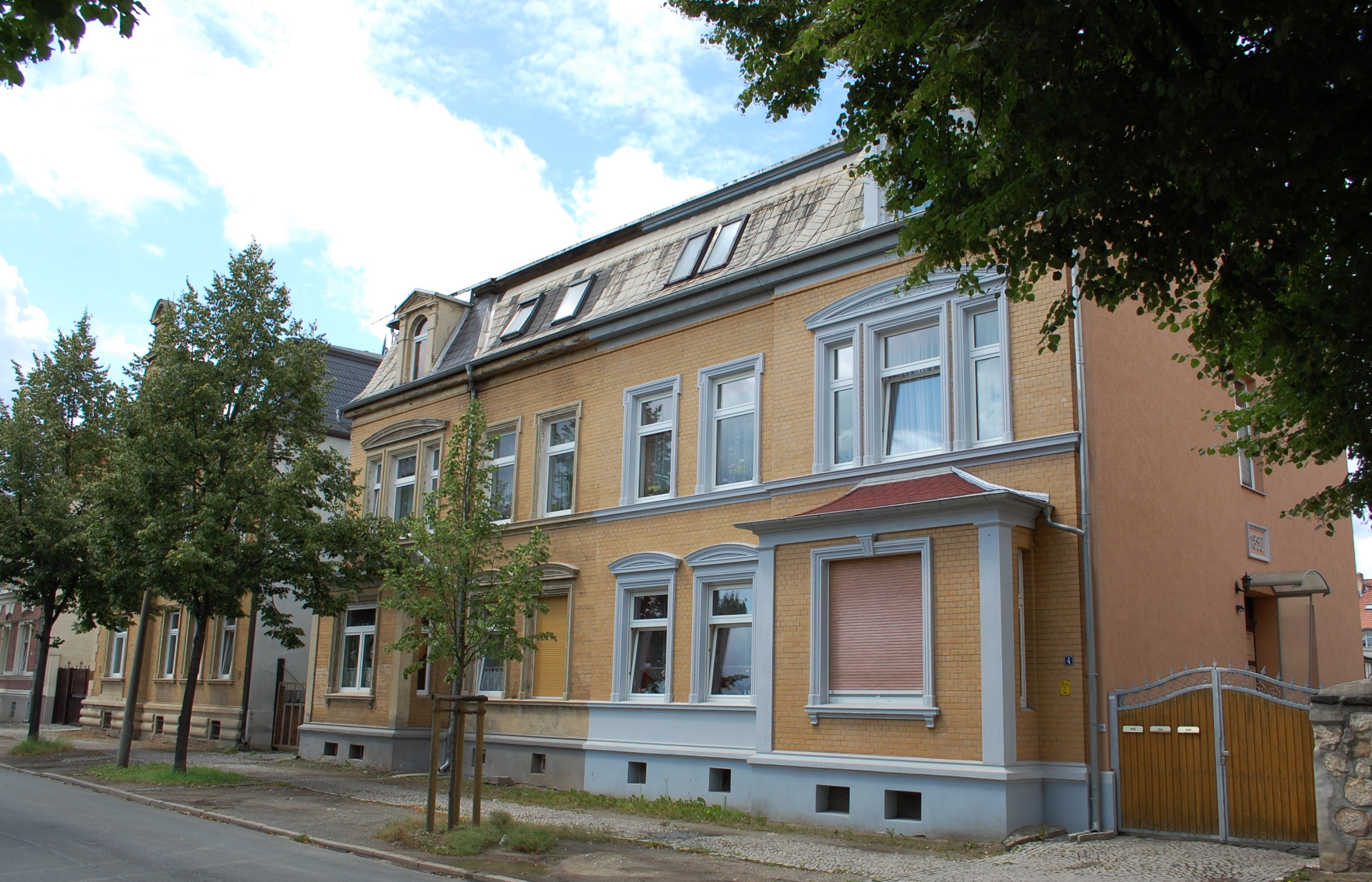
Straßenzug Rambergweg 4–6

Der Straßenzug Rambergweg 4–6, 8, 10, 12 ist ein denkmalgeschützter Straßenzug in der Stadt Quedlinburg in Sachsen-Anhalt.

## Lage
Er befindet sich südlich der historischen Altstadt Quedlinburgs im Stadtteil Süderstadt. Das Gebäude ist im Quedlinburger Denkmalverzeichnis eingetragen.

## Architektur und Geschichte
In der Zeit um 1890 erfolgte während einer nach Süden ausgerichteten Stadterweiterung Quedlinburg der Bau des Straßenzugs. Es entstanden Mietshäuser in einer an Villen angelehnten Gestaltung. Die Fassaden sind mit gelben Klinkern gestaltet und durch Erker und Putzverzierungen gegliedert.
Im Straßenraum findet sich eine originale Pflasterung. Auch die Form der Bepflanzung gehört zum Denkmal.